# Symphonie no 29 de Michael Haydn
Pour les articles homonymes, voir Symphonie no 29.
La Symphonie no 29 en ré mineur, Opus 1 no 3, Perger 20, Sherman 29, MH 393, est une symphonie de Michael Haydn. Composée en 1784, elle est une des trois symphonies publiées du vivant de Michael Haydn sous son nom, en 1785 chez l'éditeur viennois Artaria.

## Analyse de l'œuvre
Elle comporte trois mouvements:
1. Allegro brillante, en ré mineur, à , 271 mesures
2. Andantino, en si bémol majeur, à 
, 216 mesures
3. Finale - Presto scherzante, en ré mineur, à 
, 332 mesures

Durée de l'interprétation : environ 23 minutes.
Introduction de l'Allegro brillante
Introduction de l'Andantino
Introduction du Presto :

## Instrumentation
La symphonie est écrite pour deux hautbois, deux bassons, deux cors, deux trompettes, timbales, cordes.